# ライブ・アット・ザ・リヴァーボート 1969
『ライブ・アット・ザ・リヴァーボート 1969』（Live at the Riverboat 1969）は、2009年にリリースされたニール・ヤングのライヴ・アルバム。1969年2月、ヤングはトロントのコーヒー・ハウス、リヴァーボートで一連のライヴを行った。このアルバムは、これらの公演のライブ録音である。
このアルバムは、アーカイブス・パフォーマンス・シリーズの第1巻である。
このアルバムのCDサンプラーは、ヤングの2007年のアルバム『クローム・ドリームス II』と一緒に一部の小売店で発売された。販売店によってボーナスCDが異なり、プレビュー・トラックも異なっていた。
このアルバムは単独でリリースされたことはなく、ニール・ヤング・アーカイヴス Vol.1: 1963-1972ボックス・セットの一部としてのみ収録されている。

## 収録曲
全曲ニール・ヤング作
1. Emcee Intro / Sugar Mountain Intro – 1:10
2. "Sugar Mountain" – 5:34
3. Incredible Doctor Rap – 3:10
4. "The Old Laughing Lady" – 5:14
5. Audience Observation / Dope Song / Band Names Rap – 2:59
6. "Flying on the Ground Is Wrong" – 3:58
7. On the Way Home Intro – 0:25
8. "On the Way Home" – 2:40
9. Set Break / Emcee Intro – 1:20
10. "I've Loved Her So Long" – 2:13
11. Allen A-Dale Rap – 2:20
12. "I Am a Child" – 2:27
13. "1956 Bubblegum Disaster" – 2:04
14. "The Last Trip to Tulsa" – 7:00
15. Words Rap – 2:14
16. "Broken Arrow" – 4:38
17. Turn Down the Lights Rap – 0:53
18. "Whiskey Boot Hill" – 2:22
19. Expecting to Fly Intro – 0:54
20. "Expecting to Fly" – 2:55

## ミュージシャン
- ニール・ヤング - ギター、ヴォーカル、プロデュース